# El ángel exterminador (Llimona)
El ángel exterminador, también conocido como El ángel guardián, es una escultura de Josep Llimona de estilo modernista, de 1895. Se alza en un cementerio que se construyó sobre los restos de una antigua iglesia del siglo XV en Comillas, municipio de Cantabria (España).

## Mitología
El Ángel Exterminador es Abadón o Abaddon (del hebreo אֲבַדּוֹן, 'Ǎḇaddōn, "destrucción" o "perdición"). En el libro del Apocalipsis es el «Ángel del abismo sin fondo», quien reinará sobre las plagas de langostas que asolarán a la humanidad «no marcada en la frente con el sello de Dios». En Apocalipsis 9:11 también figura identificado como Apolión o como el anticristo.